# Andrea de Adamich
Andrea de Adamich, född 3 oktober 1941 i Trieste, är en italiensk racerförare och TV-kommentator.

## Racingkarriär
de Adamich var en juridikstuderande som började tävla i racing. Han vann det italienska F3-mästerskapet 1965 och körde för Autodelta i en Alfa Romeo GTA och vann i ETCC 1966. 
Efter några lovande sportvagnsrace för Alfa Romeo uppmärksammades han av formel 1-stallet Ferrari. Han fick köra i Spaniens Grand Prix 1967 på Circuito del Jarama, där han kom på nionde plats. Det loppet ingick dock inte i mästerskapet så de Adamichs formel 1-debut kom i stället i Sydafrika 1968, där han körde stallets tredjebil men tvingades bryta. de Adamich kraschade senare under träning inför Race of Champions på Brands Hatch och skadade sig, varför han tvingades vila från racing ett tag. Han återkom i slutet av 1969 och vann då Argentine Temporada i formel 2 i en Ferarri Dino 166 F2. 
de Adamich kom tillbaka till F1 säsongen 1970 för McLaren och nådde då en åttonde plats i Italien 1970 som bäst. Säsongen därpå körde han för March, men då gick det sämre. Därefter körde han för Surtees och tog då sina första F1-poäng genom att komma fyra i Spanien 1972. Han tog sedan en fjärde plats i Belgien 1973, men då körde han för Brabham. de Adamich var sedan inblandad i den omfattande seriekrocken i inledningen av Storbritanniens Grand Prix 1973 och skadade sin ena fotled svårt. Det blev slutet på hans aktiva karriär men han etablerade sig senare som TV-kommentator.

## F1-karriär

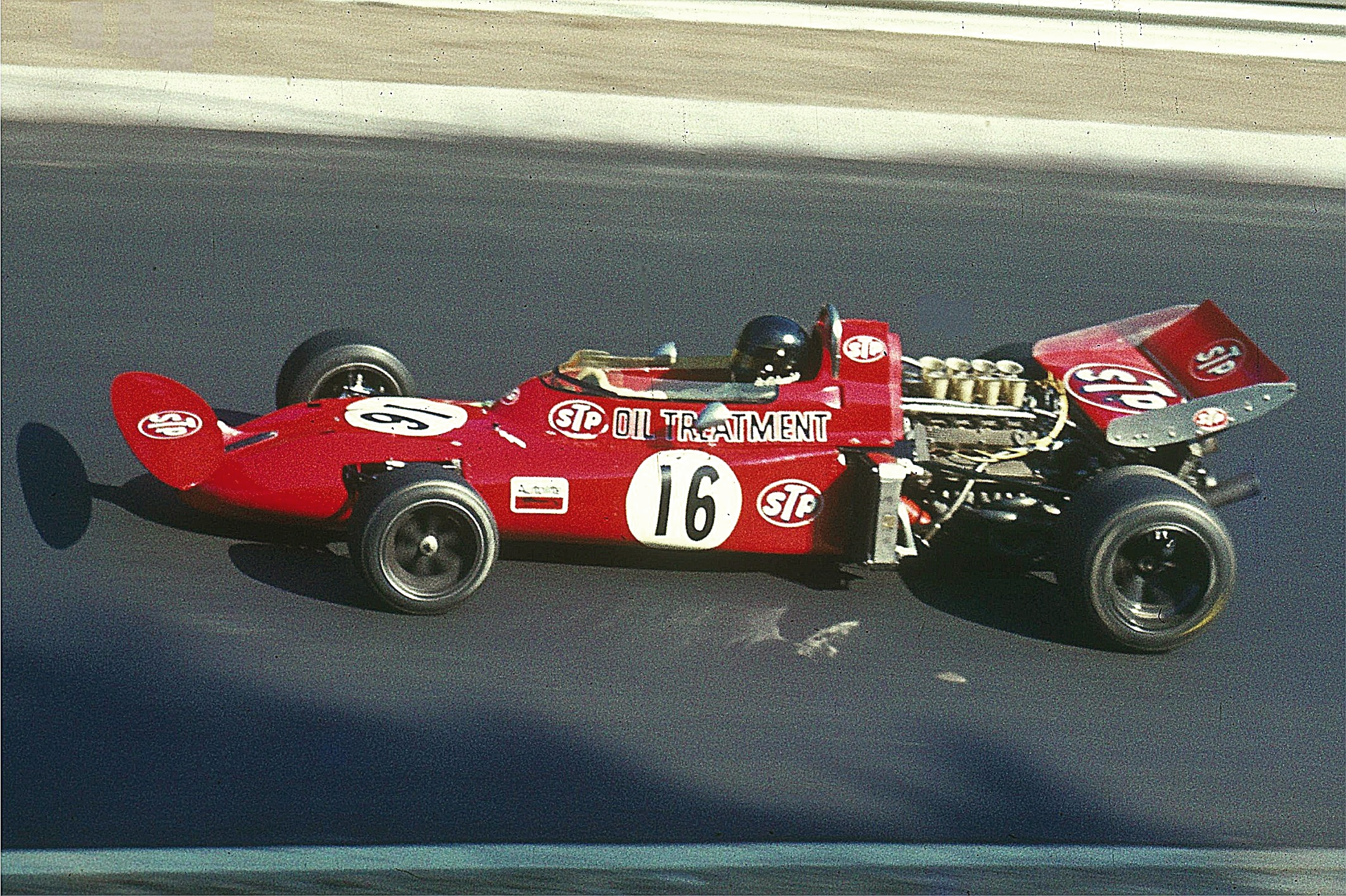
Andrea de Adamich i March under träning i.

| Säsong | Stall/Tillverkare         | Poäng | Placering |
| ------ | ------------------------- | ----- | --------- |
| 1968   | Ferrari                   | 0     | –         |
| 1970   | McLaren-Alfa Romeo        | 0     | –         |
| 1971   | March-Alfa Romeo          | 0     | –         |
| 1972   | Surtees-Ford              | 3     | 16        |
| 1973   | Surtees-Ford Brabham-Ford | 3     | 15        |